# Guillermo de la Torre
 Guillermo de la Torre  (Buenos Aires, 21 de julio de 1929-ib., 16 de septiembre de 2016) fue un reconocido escenógrafo y vestuarista de teatro, ópera y ballet argentino.

## Estudios
Egresado como Profesor Superior Escenógrafo de la Escuela Superior de Bellas Artes de la Nación Ernesto de la Cárcova, Buenos Aires se especializó en escenografía al lado de maestros como Rodolfo Franco, Mario Vanarelli y, posteriormente, Saulo Benavente.
Participa de las clases dictadas por  Xul Solar (en su taller). Cursa estudios en la New York University, USA, becado por la Fundación Fulbrigt. Diseñador gráfico egresado de la Escuela Municipal de Artes y Oficios de Buenos Aires. Cursa estudios de extensión en su especialidad en París, Londres y Madrid.

## Trayectoria
Fue Director Escenotécnico del Teatro Colón, Director Técnico del Teatro Presidente Alvear y del Teatro Nacional Cervantes. Ocupa el cargo de Vicepresidente del Instituto Internacional de Teatro (Filial Argentina) UNESCO. Es profesor de la cátedra de Escenografía Teatral en la Escuela Superior de Bellas Artes de la Nación Ernesto de la Cárcova y fue profesor de la Escuela Nacional de Arte Dramático. Fundador de la Escuela Taller de Escenografía de la que es su Director. Vicepresidente de la Asociación Amigos del Teatro Nacional Cervantes. Es Profesor de la Biblioteca Nacional.
Presentó sus trabajos y realizó conferencias por invitación oficial de los gobiernos de los siguientes países: Francia, Alemania, Rusia, Suecia, Inglaterra, Italia, España. Checoslovaquia, Grecia, Noruega, Israel, Estados Unidos, Brasil, México y Perú entre otros. Fue invitado a la Cuatrienal de Praga en 1999.
Sus trabajos y biografía fueron publicados en “Diccionario de Directores y Escenógrafos”, “Quién es Quién en América del Sur”, “Anuario Teatral Fondo Nacional de las Artes”, “Men of Achievement”, edition L.B.G., Cambridge, “Teatro Argentino”, Edición de la Universidad de New York, USA, “Historia del Teatro Argentino”, L. Ordáz, “Teatro XXI”, Ed. Centro Editor de América Latina y otras Publicaciones dentro y fuera del país.
El Fondo Nacional de las Artes publica en 1998 “La Escenografía de Guillermo de la Torre” que reúne su obra completa.

## Premios
Ha recibido numerosos premios y/o distinciones, entre los que se encuentran:
- Premio “Podestá 2000” a la trayectoria honorable otorgado por el Congreso Nacional.
- Premio “Leónidas Barletta”, 1998 (al mejor Escenógrafo).
- Premio “La Linterna”, 1997.
- Premio “María Guerrero”, nominación mejor escenógrafo 1995.
- Premio “Municipal”, mejor escenógrafo 1991.
- Premio “María Guerrero”, Premio Mejor escenógrafo 1989.
- Premio “García Lorca” a la trayectoria otorgado por la Embajada de España, 1987.
- Premio “Konex” mejores figuras de las artes visuales, 1982.
- Premio “Fondo Nacional de las Artes”, mejor escenógrafo, 1975.
- Premio “María Calderón de la Barca”, mención otorgada por la Academia Nacional de Bellas Artes, 1972.
- Premio “Fondo Nacional de las Artes”, mejor escenógrafo, 1972.
- Premio “Asociación Críticos Teatrales de la Argentina”, mejor escenógrafo 1965.

## Obra
En el teatro en prosa pueden mencionarse algunos de sus diseños y proyectos tales como: “Dulcinea” de Gastón Baty, “Hombre y superhombre” de G. Bernard Shaw, “Querido mentiroso” de J. Kilty, “El tiempo y los Conway”, de J. B. Priestley, “El soldado Sweick” de Bertold Brech, “La zapatera prodigiosa” de F. García Lorca, “La cantante Calva” de E. Ionesco, “El hombre, la bestia y la virtud”, de I. Pirandello, “Antigonas Velez” de L. Marechal, “La cocina” de A. Wesker, “Hamlet” de W. Shakespeare, “Gigi” de Colette, “Fedra” de Racine, “El conventillo de la paloma” de A. Vaccareza, “Doña Rosita la soltera” de F. García Lorca, “Juego de masacre” de E. Ionesco, “De pies y manos” de R. Cossa, “El diablo y Dios” de J. P: Sartre, “Yo no soy Rappaport” de H. Garner, “El movimiento continuo” de A. Discépolo, “El puente” de C. Gorostiza, entre otros.
En el campo de la lírica y el ballet realizó diseños de producción para el Teatro Colón, el Teatro General San Martín y el Teatro Argentino de La Plata, entre ellos pueden mencionarse: “El murciélago”, de Strauss, “Juana de Arco en la Hoguera” de Paul Claudel y Arthur Honegger, “Ollantay” de C. Gaito, “Opus 34” de B. Britten, “La viuda alegre” de F. Lechar, “La verbena de la paloma” de M. Torroba, “Ciudad nuestra Buenos Aires”, de F. Gubert, “Tango ballet” de A. Itelman, “Proserpina y el extranjero” de J. J. Castro. En las últimas temporadas del Teatro Colón realizó los diseños para “Saverio el cruel” de R. Arlt – G. Casella, “El rapto en el serrallo” de W. Amadeus Mozart, y “Don Juan” de Carlos Zorzi.